# Marco Bontá
Marco Aurelio Bontá Costa (* 1. November 1899 in Santiago de Chile; † 21. November 1974 ebenda) war ein chilenischer Maler.

## Leben und Wirken
Bontá studierte ab 1913 an der Escuela de Bellas Artes bei Ricardo Richon Brunet, Juan Francisco González und Fernando Álvarez de Sotomayor und zählt zur Künstlergruppe der Generación del Trece. 1918–19 arbeitete er als Karikaturist für die Zeitschrift La Unión in Valparaíso. Auf einer Studienreise ab 1927 besuchte er Holland, Belgien, Italien, Deutschland, Frankreich und Spanien.
1932 wurde er Professor an der Schule für angewandte Kunst der Universidad de Chile, später unterrichtete er an der Kunstgewerbeschule. 1932 wurde er Mitglied der Kommission zur Reorganisation der Escuela de Bellas Artes.
1938 wurde er von der venezolanischen Regierung beauftragt, den Unterricht für angewandte Kunst in diesem Land zu organisieren und widmete sich dieser Aufgabe bis 1943. 1945 wurde er zum Präsidenten der Asociación Chilena de Pintores y Escultores gewählt. Daneben widmete
er sich weiterhin seiner umfangreichen Tätigkeit in der Lehre, Kunsttheorie und -förderung. Er wurde erster Direktor des Instituto de Extensión de Artes Plásticas der Universidad de Chile und gründete 1947 das Museo de Arte Contemporáneo. 1964 wurde er als Mitglied der Academia de Bellas Artes geehrt. Mehrere seiner Werke befinden sich im Besitz des Museo Nacionál de Bellas Artes und des Museo de Arte Contemporáneo.

## Werke
- Diana, 1929
- En el Baño, Paris, 1929
- Retrato de Lily Garáfulic, 1937
- Retrato de Mercedes Pardo, 1939
- Después del Temporal, 1956
- Canal de Tenglo Puerto Montt,
- La Novena del Niño dios
- La Quema de Judas
- Infancia de Júpiter
- Envierno

## Quelle
- Museo Nacionál de Bellas Artes: - Marco Bontá

| Personendaten    | Personendaten              |
| ---------------- | -------------------------- |
| NAME             | Bontá, Marco               |
| ALTERNATIVNAMEN  | Bontá Costa, Marco Aurelio |
| KURZBESCHREIBUNG | chilenischer Maler         |
| GEBURTSDATUM     | 1. November 1899           |
| GEBURTSORT       | Santiago de Chile          |
| STERBEDATUM      | 21. November 1974          |
| STERBEORT        | Santiago de Chile          |